# 黄金の犬
『黄金の犬』（おうごんのいぬ）は、西村寿行の小説。1977年から1978年にかけて発表された。またこれを原作とした、1979年、鶴田浩二主演の映画や、長谷川真砂美主演のTVドラマ（1980年日本テレビ系、全9話）、1991年「火曜ミステリー劇場」（テレビ朝日）、2001年「女と愛とミステリー」（テレビ東京）等がある。飼い主とはぐれた猟犬が故郷を目指して旅をする物語で、動物の持つ帰巣本能がテーマの一つとして注目された。
チェコ共和国（旧チェコスロバキア）では、1980年代にこのシリーズが放送され、非常に人気があった。「東京の前のゴロのように混乱している」という今日でも広く使われているフレーズがある。

## 出版経緯
1977年から1978年にかけて週刊誌『アサヒ芸能』に掲載された。第1部、2部の構成となっている。単行本は第1部が1978年、第2部が1979年に徳間書店から出版されている。『西村寿行選集』には、第1部が1979年、第2部が1980年に収録されている。1981年に徳間文庫版が刊行された。1999年、光文社文庫からの再刊に際して、第1、2部は上下巻となった。
また1970年代後期にはやまおか玲次による本作のコミカライズ版が、『劇画ザ・タウン』（徳間書店）に連載された。単行本は1979年に全1巻が発行された。

## ストーリー

### 第1部（上巻）
森林警備官北守数重は愛犬ゴロを連れて北海道に熊狩りに行くが、熊との闘いで負傷してゴロとはぐれてしまう。ゴロは本能から、1400キロ離れた東京を目指し南下の旅を始める。その途中で汚職事件に関係する殺人事件に巻き込まれ、犯人の匂いを知るゴロは組織から追われるようになり、飼い主の妻北守礼子と北海道警の安高則行もまたゴロを追う。
映画では、汚職事件の秘密を知った通産省の武器課長・永山勇吉が秘密を収めたマイクロ・フィルムをとりつけたという設定。

### 第2部（下巻）
殺人事件、汚職事件は未解決のまま、安高は鹿児島県警に異動となり、それを追った北守礼子を探すために北守数重とゴロも鹿児島へ向かうが、数重はそこで何者かに殺害される。飼い主を失ったゴロは再度故郷を目指して北上する。
ゴロは旅の途上で様々な人々に出会い、徐々に野生を取り戻す力強い生き様で彼らの人生もまた動かして行く。

## 映像化

### 映画
徳間書店の創立25周年を記念して製作された大作映画。配給収入は2億8000万円。

#### キャスト
- 安高則行（警視庁刑事）：鶴田浩二
- 北守礼子（ゴロの飼い主）：島田陽子
- 田沼良一（殺し屋）：地井武男
- 加田吉子（岩手の農家の主婦）：宮下順子
- 永山順子（勇吉の妻）：池玲子
- 水木守（岩手県警）：藤巻潤
- 片瀬洋次（船員）：坂東正之助
- 北守数重（森林警備員）：倉石功
- 後藤俊介（遠沢の秘書）：待田京介
- 増田刑事（北海道警）：誠直也
- ハンター（北守の同僚の森林警備員）：福田豊土
- 大橋忠夫（トップ屋の記者）：三谷昇
- 貨物船の船長：原田清人
- 山崎（殺し屋）：三上真一郎
- 編集部員：村上不二夫
- 中年の獣医（ゴロを治療する獣医）：山谷初男
- 倉田三郎（安高の部下）：森田健作
- 雨村本部長（北海道警）：ハナ肇
- 船員風の男：瀬良明
- 青森県警刑事：守田学哉
- 殺し屋（山崎の仲間）：高並功
- ハンターの妻：奈三恭子
- 平岡里美（暴漢に襲われる若い女）：加山麗子
- 美沙（ホステス）：ひし美ゆり子
- 遠沢要一（青森市長）：小沢栄太郎
- 相沢貫（警視庁刑事部長）：平田昭彦
- 阿形秀平（通産省局長）：岡田英次
- 鈴木（逃し屋）：河合絃司
- 巡視艇艇長：守田比呂也
- 貨物船の船員：小池雄介
- 駐在巡査：村上幹夫
- 花巻のカメラマン：蓑和田良太
- 刑事：五野上力
- 田沼の部下：団巌、奈辺悟、細川純一、宮城健太狼、司裕介
- 岩手県警刑事：鳥巣哲生
- 暴漢：幸英二、吉宮慎一、津野途夫
- 北守を治療する医師：側見民雄
- 遠沢の取り巻き：荒瀬寛樹、町田幸夫、篠田薫
- 吉子の娘：樺沢恵
- 永山友子：近藤真理
- 船員：石矢博
- サウナの従業員：田中小実昌
- 花巻の農民（野次馬）：白井佳夫
- 永山勇吉（通産省武器課長）：夏木勲
- 片瀬京子（洋次の姉）：三田佳子（特別出演）
- ダンプの運転手：菅原文太（特別出演）

#### スタッフ
- 製作：大映映画（配給・松竹）
- 製作総指揮：徳間康快
- 脚本：白坂依志夫、加藤盟
- 音楽：大野雄二
- 主題歌：「天使の墓標」/長瀬晴美（作詞/荒木とよひさ　作曲・編曲/大野雄二）
- 監督：山根成之

### テレビドラマ

#### 1980年版
1980年5月30日から7月25日まで日本テレビで放送。全9回。平均視聴率16.5%（ビデオリサーチ調べ・関東地区）。

##### キャスト (1980年)
- 愛犬ゴロ：あおい龍号
- 北森礼子：長谷川真砂美 - 愛犬ゴロの飼い主。主人公の少女。（日テレ版では北守ではなく北森[3]）
- 北森数重：天田俊明 - 森林警備官。礼子の父親。
- 安高則行：夏木陽介 - 刑事
- 西原：伊藤敏八 - 脱獄囚
- 山田吾一
- 市毛良枝
- 木村元
- 遠沢要一：山形勲 - 事件の黒幕。保守第一党の長老。
- 永井秀和
- 大塚国夫
- 沖田駿一
- 加藤大樹
- 森幹太
- 宝井宏治
- 森章二
- 高田直久
- 八代郷子
- 篠田豊
- 小野田英一
- 高杉哲平
- 小林重四郎
- 柄沢英二
- 伊豆肇
- 西山健司
- 滝沢双
- 伊東あつ子
- 新井一夫
- 有馬明宏
- 大月ウルフ

ほか

##### スタッフ (1980年)
- 製作：日本テレビ、三船プロダクション
- 脚本：白井更生
- 監督：池広一夫、岡本弘
- 音楽：木森敏之
- オープニング曲：「この夢の果てまで」（歌手：パティ）
- ナレーター：城達也

| 日本テレビ系 金曜劇場 | 日本テレビ系 金曜劇場 | 日本テレビ系 金曜劇場             |
| 前番組                | 番組名                | 次番組                            |
| --------------------- | --------------------- | --------------------------------- |
| 真夜中のヒーロー      | 黄金の犬              | 欽ちゃんのちゃーんと考えてみてネ! |

#### 1991年版
1991年4月9日、『黄金の犬 襲われた美人母娘！ 連続殺人の謎を追って、愛犬ゴロ 東日本縦断の旅！』のタイトルで、テレビ朝日の火曜ミステリー劇場の枠で放送。

##### キャスト (1991年)
- 北守礼子：桜田淳子
- 北守数重：夏夕介
- 北守真美：安間千紘
- 永山：中島久之
- 安高刑事：夏木陽介
- 香坂みゆき
- 信達谷圭
- 黒田福美
- 本田博太郎

##### スタッフ (1991年)
- 監督：藤井克彦
- 脚本：長坂秀佳
- 音楽：渡辺俊幸
- 製作：テレビ朝日

#### 2001年版
2001年10月14日にBSジャパン、10月17日にテレビ東京の女と愛とミステリーの枠で放送。

##### キャスト (2001年)
- 北守礼子：かたせ梨乃
- 安高護：西岡徳馬
- 島明彦：大杉漣
- 片平京子：大沢逸美
- 吉永輝子：岩井友見
- 北守一樹：中島久之
- 松下あや：飯田里穂
- 工藤竜二：頭師佳孝
- 黒木栄治：斉藤暁
- 田沼良一：草見潤平
- 永山勇吉：木下浩之
- サード長嶋
- 川瀬議員：二瓶鮫一
- 上田忠好
- 清水宏
- 朝倉杉男
- 長嶺健太：菅原隆一
- 長嶺庸子：上楽敦子
- 小川よりこ
- じみ変

##### スタッフ (2001年)
- 監督：藤嘉行
- 脚本：相葉芳久
- 音楽：遠藤浩二
- 選曲：合田豊
- ドッグトレーナー：古屋昭彦、古屋龍人鎌倉第二警察犬訓練所）
- スタントコーディネーター：釼持誠
- カースタント：アクティブ21
- ロケ協力：知内町、福島町、函館市、全日本空輸、山形蔵王温泉観光協会、高玉金山　ほか
- 技術協力：3one、神奈川メディアセンター
- プロデュース：桜林甫、池永安秀
- 製作：テレビ東京、BSジャパン、松竹